# Port lotniczy Warzazat
Port lotniczy Warzazat (IATA: OZZ, ICAO: GMZZ) - port lotniczy położony 2 km od Warzazatu, w regionie Sus-Masa-Dara, w Maroku.

## Kierunki lotów i linie lotnicze
| Linia Lotnicza          | Kierunek                                                               |
| ----------------------- | ---------------------------------------------------------------------- |
| Royal Air Maroc Express | 1. Casablanca 2. Zakura                                                |
| Ryanair                 | 1. Barcelona 2. Londyn-Stansted 3. Marsylia 4. Tanger (od 4 maja 2024) |
| Transavia.com           | 1. Paryż-Orly                                                          |